# Fablet

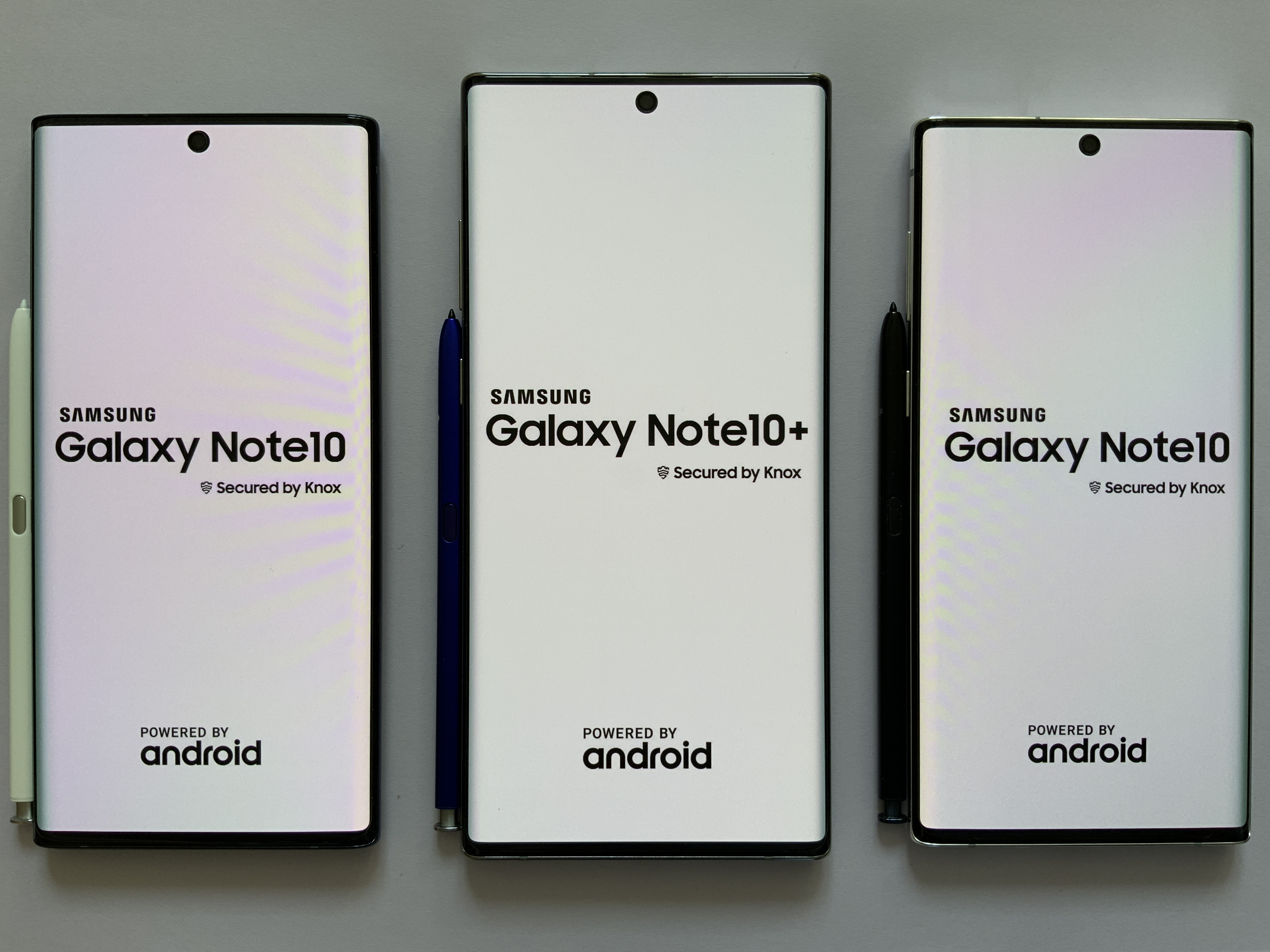
Fablety z rodziny Samsung Galaxy Note10

Fablet (ang. phablet, połączenie słów: phone i tablet) – grupa urządzeń mobilnych wyposażonych w ekran dotykowy o przekątnej do 7 cali. Fablet jest urządzeniem łączącym cechy smartfona i małego tabletu. Jest większy niż smartfon, ale nie na tyle duży, by być uznawany za tablet lub minitablet. Rozmiary przekątnej ekranu takich urządzeń zaczynają się na pięciu calach, ale są mniejsze niż siedem cali.
Z racji swojego pochodzenia i braku precyzyjnej informacji mówiącej, że mamy do czynienia ze sprzętem mniejszym niż siedmiocalowe tablety, słowo fablet/phablet z powodzeniem może być używane także na określenie wszystkich tabletów posiadających moduł  telefoniczny pozwalający na wykonywanie połączeń głosowych (np. tablet Samsung Galaxy Note 10.1 z 3G, NavRoad Nexo Smart o przekątnej 7”).
Można się spotkać również z określeniami tabletofon i tabfon.
Rozmiar wyświetlacza plasujący się pomiędzy smartfonami i typowymi tabletami oraz mała waga i grubość urządzenia pozwalają na zrezygnowanie z noszenia ze sobą zwykle grubszego tabletu.

## Definicja
Kategoria „fabletu” zmieniła się w ostatnich latach ze względu na rozprzestrzenianie się coraz większych wyświetlaczy z zakrzywionym ekranem i cienkimi ramkami, czyniąc smartfony bardziej kompaktowymi niż inne urządzenia o podobnych rozmiarach ekranu. W związku z tym urządzenie z ekranem mieszczącym się w rozmiarze między 5.1 a 7 cali nie koniecznie musi być uznawane jako fablet.
Obecnie fablety mają zwykle przekątną wyświetlacza od 6 cali do 7 cali, najczęściej przy współczynniku proporcji ekranu 16:9 lub 18:9 np. Samsung Galaxy Note 8. Dla porównania, większość smartfonów wydanych w 2016 i 2017 roku ma ekran około 5,5 cala np. IPhone 7 Plus, Pixel XL, Samsung Galaxy S7 Edge.
W 2017 roku firmy takie jak LG oraz Samsung zaczęły produkować sztandarowe smartfony (LG G6 i Samsung Galaxy S8) z wyświetlaczami wyższymi niż konwencjonalne proporcje 16:9 używane przez większość urządzeń oraz przekątnymi zgodnymi z parametrami fabletu. W przypadkach ww. telefonów rozmiary tych dwóch urządzeń są bardziej kompaktowe niż proporcje 16:9 o równoważnych przekątnych rozmiarach ekranu.

## Historia
Pierwszym prawdziwym fabletem został nazwany AT&T EO 440.
Śledząc 10 najwcześniejszych urządzeń w historii fabletu, będącymi następcami po AT&T EO 440 to:
- 2007 HTC Advantage (ekran 5 cali)
- 2007 Nokia N810WiMAX Edition (ekran 4,13 cali)
- 2009 Verizon Hub (ekran 7 cali)
- 2010 LG GW990 (ekran 4,8 cali)
- 2010 Dell Streak (ekran 5 cali)
- 2010 Dell Streak (ekran 7 cali)
- 2011 Acer Iconia Smart (ekran 4,8 cali)
- 2011 Samsung Galaxy Player (ekran 5 cali)
- 2011 Pantech Pocket (ekran 4 cale)
- 2011 Samsung Galaxy Note (ekran 5,3 cala)

Urządzenie Dell Streak mające 5-calowy wyświetlacz z rozdzielczością 800x480 pracowało pod systemem Android. Użytkownicy tego urządzenia napotykali się z problemem przestarzałego systemu operacyjnego (Android 1.6), który nie był jeszcze zoptymalizowany pod kątem tak dużego ekranu, co przyczyniło się do niepowodzenia tego urządzenia na rynku fabletów.
W Samsungu Galaxy Note zastosowano ekran o przekątnej 5,3 cala. Podczas gdy niektóre media kwestionowały żywotność urządzenia, Note zdobywał uznanie wśród użytkowników, ze względu na funkcjonalność rysika dołączanego do telefonu, szybkiego (w porównaniu do innych urządzeń mających premierę w 2011roku) dwurdzeniowego procesora o taktowaniu 1,5 GHz oraz wyświetlacza ze stosunkowo wysoką rozdzielczością (800x1280px). Galaxy Note był komercyjnym sukcesem. Samsung w grudniu 2011 roku ogłosił, że w ciągu dwóch miesięcy sprzedano milion egzemplarzy tego telefonu. W lutym 2012r. Samsung zadebiutował Galaxy Note z obsługą LTE. Do sierpnia 2012r. sprzedano 10 milionów egzemplarzy Galaxy Note oraz Galaxy Note LTE na całym świecie.
Pod koniec 2012 roku i na początku 2013 roku producenci zaczęli wypuszczać na rynek smartfony z 5-calowymi ekranami o rozdzielczości 1080p, takie jak np. HTC Droid DNA i Samsung Galaxy S4. Pomimo rozmiaru ekranu zbliżonego do rozmiaru fabletów, dyrektor projektu HTC Jonah Becker powiedział, że DNA Droid nie jest fabletem. HTC w październiku 2013 roku zaprezentowali swoją propozycję fabletu -  HTC One Max – smartfon z ekranem o przekątnej 5,9 cala i wzornictwem opartym na popularnym modelu HTC One.
W 2013 roku pojawiły się przykłady fabletów pracujących pod systemem Android o ekranach większych niż 6 cali. Chińska firma Huawei zaprezentowała Ascend Mate (ekran 6,1 cala) na targach Consumer Electronics Show. Samsung wprowadził na rynek model Galaxy Mega – fablet z ekranem 6,3 cala ze średnią specyfikacją (gorszą niż w przypadku serii Note). Urządzeniu temu brakowało również rysika, który był nieodłącznym elementem serii Galaxy Note.
Sony Mobile również weszło na rynek fabletów z urządzeniem Xperia Z Ultra o przekątnej 6,4 cala.
Jako odmianę koncepcji fabletu Asus i Samsung wypuścili także małe tablety: FonePad, Galaxy Note 8.0 i Galaxy Tab 3 8.0. Urządzenia te posiadały slot na kartę SIM, umożliwiały połączenie głosowe oraz transmisję danych. W tym samym roku Nokia zaprezentowała smartphone Lumia 1520 (ekran 6 cali) pracujący pod systemem Windows Phone 8.
We wrześniu 2014 firma Apple wydawał swój pierwszy fablet: iPhone 6 Plus o przekątnej 5,5 cala. Wprowadzenie nowego modelu odwróciło politykę firmy Apple, ponieważ do momentu wypuszczenia na rynek modelu 6 Plus firma ta nie produkowała urządzeń, które pod względem wielkości klasyfikowały się między serią iPhone a iPad.